# Замінники цукру
Замі́нники цу́кру — хімічні речовини, що беруть участь в обміні речовин і енергії (метаболізмі) і в процесі окислення 1,0 грама виділяють 4 ккал енергії. Згідно з рішенням Міжнародної асоціації з підсолоджувачів, до групи замінників цукру відносять фруктозу, ксиліт і сорбіт, а до групи підсолоджувачів (хімічних речовин, що не беруть участі в обміні речовин, їхня калорійність — 0 ккал) входять цикламат, сукралоза, неогесперидин, тауматин, глицирризин, стевіозид і лактулоза.

## Фруктоза
Фрукто́за (плодовий цукор), С6Н12О6 — органічна речовина — шестиатомний кетоспирт, вуглевод із групи моносахаридів, що міститься в солодких плодах, меді; безбарвні кристали солодкого смаку (солодше сахарози в 1,5 раза і глюкози в 3 рази), tпл 102—104 °C; розчинна у воді. На відміну від глюкози, що служить універсальним джерелом енергії, фруктоза не поглинається інсуліно-залежними тканинами. Вона майже повністю поглинається і метаболізується клітинами печінки. У клітинах печінки фруктоза фосфорилює, а потім розщеплюється на тріози, які або використовуються для синтезу жирних кислот, що може призводити до ожиріння, а також до підвищення рівня тригліцеридів (що своєю чергою підвищує ризик атеросклерозу), або використовується для синтезу глікогену (частково також перетворюється на глюкозу в ході глюконеогенезу). Питання, чи варто включати фруктозу в раціон діабетиків, оскільки для її засвоєння не потрібно інсуліну, інтенсивно досліджується останніми роками. Хоча у здорової людини фруктоза майже не підвищує рівень глюкози в крові, у хворих діабетом фруктоза часто призводить до росту рівня глюкози.

## Багатоатомні спирти

### Ксиліт
Ксиліт — п'ятивуглецевий спирт, що використовується як замінник цукру, природний підсолоджувач. Біла кристалічна речовина, без запаху, добре розчиняється у воді, приблизно настільки ж солодка, як і цукроза, але містить лише дві третини її енергетичної цінності. Енергетична цінність 4 ккал/г. Нині одержують шляхом гідролізу кукурудзяних качанів.

### Сорбіт
Сорбіт (від лат. Sorbitum — поглинаю) — оптично активний шестиатомний спирт. Солодкий на смак. Міститься в багатьох фруктах. Солодкість сорбіту — 0,48 від солодкості цукрози, енергетична цінність — 3,9 ккал/г. Застосовують як замінник цукру для хворих на цукровий діабет. Також використовується у виробництві аскорбінової кислоти.

### Ізомальт
Ізомальт — цукровий спирт, який складається з еквімолекулярної суміші ізолятів a–D–глюкопіранози–1,6–D–сорбіту та a–D–глюкопіранозіл–1,6–D–мантиту.

### Манітол
Маніто́л, маніт або гексан-1,2,3,4,5,6-гексол (C6H8(OH)6) — шестиатомний спирт (стереоізомер сорбітолу), що міститься в багатьох рослинах.